# Moboma
Moboma est une des treize communes de la préfecture de Lobaye. Elle est traversée par la rivière Lobaye, et limitée au sud par la frontière avec la République du Congo. Les villages les plus importants sont Bagandou, Kénga et Moloukou.

## Villages
La commune rurale de Moboma compte 26 villages : Bakota, Bokoka, Bokoma, Bombeketi, Bongomba, Bozambo, Egtb, Gbossi, Goudi-Goudi, Ibata, Kenga, Kongue, Koundamela, Lago, Lokombe, Lombo, Mapela, Moale, Moboma, Moloukou 1, Moloukou 2, Mondakalaka, Mubi, Ndolobo, Zanga 2.

## Histoire
La commune de Moboma est créée en 1959, la mairie est située au village de Lombo.